# Manja Schreiner

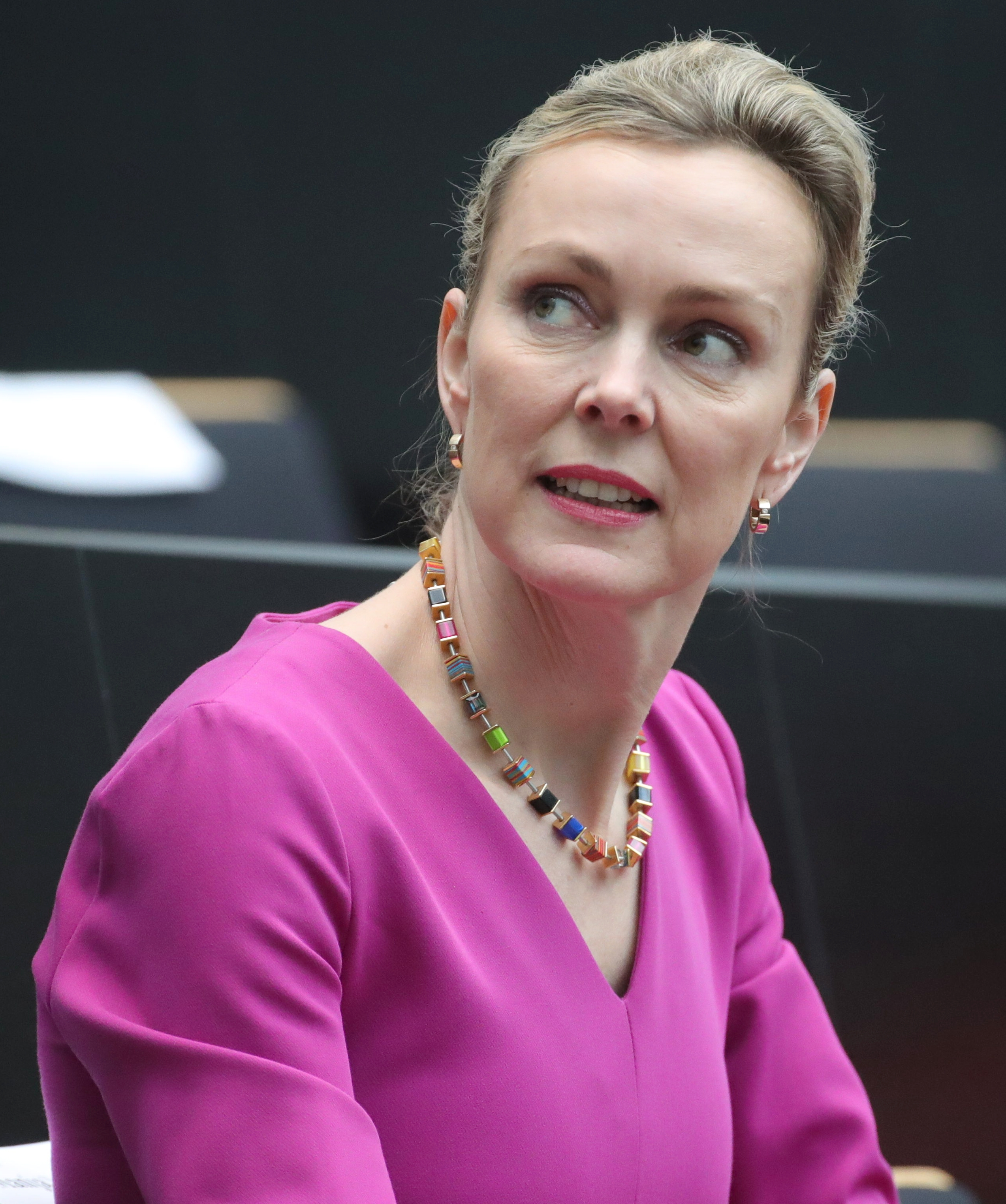
Manja Schreiner (2023)

Manja Schreiner (* 29. April 1978 als Manja Duhr in Wismar) ist eine deutsche Politikerin (CDU) und Juristin. Von April 2023 bis April 2024 war sie Senatorin für Mobilität, Verkehr, Klimaschutz und Umwelt des Landes Berlin im Senat Wegner. Von 2019 bis 2023 war sie zudem stellvertretende Landesvorsitzende der CDU Berlin. Seit 2025 ist sie Hauptgeschäftsführerin der IHK Berlin.

## Leben
Manja Schreiner wurde in Wismar geboren und wuchs in einem kleinen Ort bei Rostock auf. Ihr Vater war für ein Düngemittelunternehmen in der DDR tätig, das gute Kontakte nach Ägypten und in den Iran hatte. Von 1987 bis 1990 lebte die Familie in Kairo, wo Schreiner die Botschaftsschule der DDR besuchte, und kehrte nach dem Fall der Mauer nach Rostock zurück. Nach dem Abitur studierte Schreiner von 1996 bis 2001 an der Universität Rostock Jura. Eine Station während ihres Referendariats war die Hochschule für Verwaltungswissenschaften in Speyer. 2007 wurde sie mit der Arbeit Arbeitnehmerberücksichtigung im Übernahmerecht an der Universität Rostock promoviert. Erstberichterstatter war Reinhard Singer, Zweitberichterstatter Klaus Tonner.
2004 begann Schreiner in der Rechtsabteilung von AIDA Cruises im Qualitätsmanagement zu arbeiten. Schreiner war zudem in der Rechtsabteilung des Bundesverbands der Deutschen Industrie (BDI) und von 2012 bis 2017 als Leiterin der Rechtsabteilung beim Zentralverband des Deutschen Handwerks (ZDH) tätig. Im Januar 2018 wurde sie Hauptgeschäftsführerin der Fachgemeinschaft Bau in Berlin. Am 10. Dezember 2024 wurde Schreiner zur Hauptgeschäftsführerin der IHK Berlin gewählt. Den Posten trat sie am 2. Januar 2025 an.
Manja Schreiner ist verheiratet mit Marc Schreiner, Geschäftsführer der Berliner Krankenhausgesellschaft. Das Paar hat zwei Kinder und lebt in Berlin.

### Politische Laufbahn und Positionen
Seit 2012 ist Manja Schreiner Mitglied der CDU. Sie wurde in den Vorstand der Frauenunion Pankow, dann in den Kreisvorstand der CDU Pankow sowie in den Vorstand der Mittelstandsunion Pankow gewählt. Zwischen 2016 und 2018 saß sie für die CDU in der Bezirksverordnetenversammlung Pankow und war Mitglied in deren Wirtschaftsausschuss. 2017 wurde sie in den Landesvorstand der CDU Berlin und im Mai 2019 zur stellvertretenden Landesvorsitzenden gewählt.
Politisch setzt Manja Schreiner ihren Schwerpunkt auf Wirtschafts- und Baupolitik. Sie setzt sich gegen den Mietendeckel und für eine „wirtschaftsfreundliche Willkommenskultur“ in Berlin ein. Der Wochenzeitung Die Zeit sagte sie im Jahr 2019 angesichts eines möglichen Baustopps der Deutschen Wohnen in Berlin, der Mietendeckel sei dabei, den Wohnungsbau in Berlin und damit die regionale Bauwirtschaft auszubremsen, und führe bereits zu heftigen Einbrüchen in der Berliner Bauwirtschaft.
Am 27. April 2023 wurde sie im Senat Wegner zur Senatorin für Mobilität, Verkehr, Klimaschutz und Umwelt ernannt. Dieses Amt hatte sie bis zu ihrem Rücktritt am 30. April 2024 inne. Im Juni 2023 forderte sie die Berliner Bezirke auf, keinen Radwege-Ausbau mehr zulasten von Fahrstreifen oder Parkplätzen voranzutreiben und den Ausbau der entsprechenden geplanten Projekte trotz des Risikos des Verfalls von Fördermitteln des Bundes auszusetzen. In der Ollenhauerstraße in Reinickendorf wurde ein bereits fertiggestellter Radweg übermalt. Dies führte zu einem breiten Medienecho. In der Folge musste sie ihre Anweisungen mehrfach korrigieren.

### Aberkennung des Doktorgrades und Rücktritt
Im Jahr 2023 wurde auf der Plattform VroniPlag Wiki Schreiners Dissertation Arbeitnehmerberücksichtigung im Übernahmerecht von 2007 überprüft. Auf mehr als zwei Dritteln der Seiten fanden sich Plagiate, überwiegend Zitate ohne genügende Kennzeichnung. Schreiner bat die Universität Rostock um Überprüfung und benutzte nach eigener Aussage seither den Doktorgrad nicht mehr.
Am 30. April 2024 trat Schreiner als Senatorin zurück, nachdem die Universität Rostock ihr den Doktorgrad entzogen hatte. Im Amt folgte ihr Ute Bonde nach.

## Veröffentlichungen
- Arbeitnehmerberücksichtigung im Übernahmerecht (Dissertation, Disputation: 26. Januar 2007), VDM Verlag Dr. Müller, Saarbrücken 2008, ISBN 978-3-639-05075-2.